# Verània
Verània (en llatí Verania) va ser una dama romana del temps de l'Imperi.
Es va casar amb Luci Calpurni Pisó Licinià, que va ser adoptat com a successor per l'emperador Galba. Però amb la revolta d'Otó, els pretorians van perseguir Pisó i li van donar mort, tallant-li el cap. Otó se'l va guardar, però el va vendre després a Verània, que el va enterrar amb el cos del seu marit.